# James E. Norris
Pour les articles homonymes, voir James Norris et Norris.
Temple de la renommée : 1958
James Norris Senior (né à Montréal en 1879 et mort en 1952 à Chicago) est un propriétaire de club de hockey sur glace.

## Biographie
Dans le but de rivaliser avec le propriétaire des Black Hawks de Chicago du Colonel Frederic McLaughlin, il s’est porté acquéreur des Falcons de Détroit qu’il a rebaptisé les Red Wings en 1933. Norris est mort d’une crise cardiaque en 1952 et c’est sa fille Marguerite Norris qui est devenue la première femme présidente d’une franchise de la Ligue nationale de hockey.

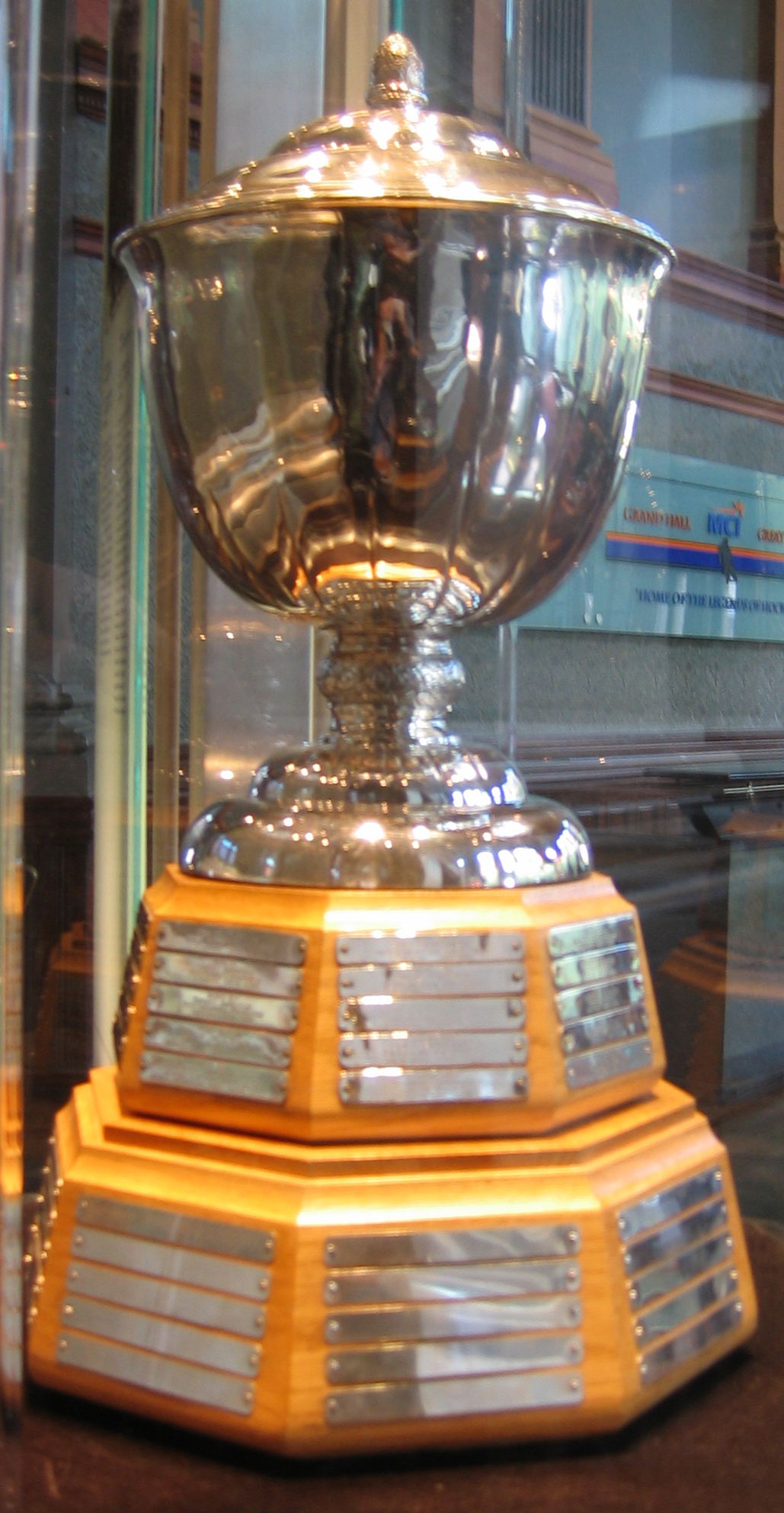
Trophée James-Norris

Depuis la saison 1953-1954 de la LNH, un trophée à son nom est décerné chaque année au meilleur défenseur de la saison.
De 1974 à 1993, une division (section) porte son nom.
C’est grâce à James Norris que Détroit a encore une franchise dans la LNH. Les Norris ont été propriétaires des Red Wings pendant cinquante ans, jusqu’en 1982.

## Héritage
Norris est décédé le 4 décembre 1952 à Chicago et a été enterré à Mattituck, New York. À sa mort, la compagnie maritime qu'il a financée, Upper Lakes Shipping, a donné son nom à un vraquier des Grands Lacs. Le navire est resté en service jusqu'à sa démolition en 2012-2013. Il a été élu au Temple de la renommée du hockey en 1958.
Le trophée commémoratif James-Norris, décerné au meilleur défenseur de la LNH, est décerné pour la première fois en 1954, a été nommé en son honneur. L'ancienne division Norris (ou : section Norris), qui existait de 1974 à 1993, a également été nommée d'après lui. Il y a eu également un trophée James-Norris dans la Ligue internationale de hockey qui a été décerné au meilleur gardien de but.